# Лычаковское кладбище
Лыча́ковское кла́дбище (укр. Лича́ківський цви́нтар, пол. Cmentarz Łyczakowski) — Государственный историко-культурный музей-заповедник национального значения «Лычаковское кладбище» — мемориальное кладбище во Львове. На 87 участках общей площадью 42 гектаров здесь размещены более 300 тысяч захоронений (в том числе более 2000 гробниц (склепов), на могилах установлено более 500 скульптур и рельефов. Кладбище было открыто в 1786 году, одно из старейших существующих коммунальных кладбищ Европы и Украины.

## История
Лычаковское кладбище было основано в XVI веке, хотя существуют указания, что ещё в XIII веке там хоронили жертв эпидемии чумы.
В 1783—1784 годах, в соответствии с указами австрийского императора Иосифа II, вместо ликвидированных некрополей вокруг городских церквей и костёлов было организовано четыре загородных кладбища. Из них до наших времен сохранилось лишь Лычаковское. Самое старое его надгробие датировано 1675 годом. Лычаковский некрополь насчитывает более трёх тысяч памятников и надгробий. Среди них творения скульпторов и архитекторов Гартмана Витвера, Антона и Иоганна Шимзеров, Абеля Марии Перье, Юлиана Марковского, Тадеуша Баронча, Пауля Эутеле, Леонардо Маркони, Париса Филипи, Григория Кузневича, Сергея Литвиненко и других.
Кладбище является местом захоронения как обычных жителей Львова, так и известных представителей польской, украинской интеллигенции. На нём захоронены польские, украинские писатели, музыканты, учёные, представители известных семей, борцов за независимость, политических и общественных деятелей, участники польских восстаний, жертвы мировых войн.

## Мемориал воинам Украинской национальной армии
Основная статья: Дивизия СС «Галичина»#Мемориал на Лычаковском кладбище

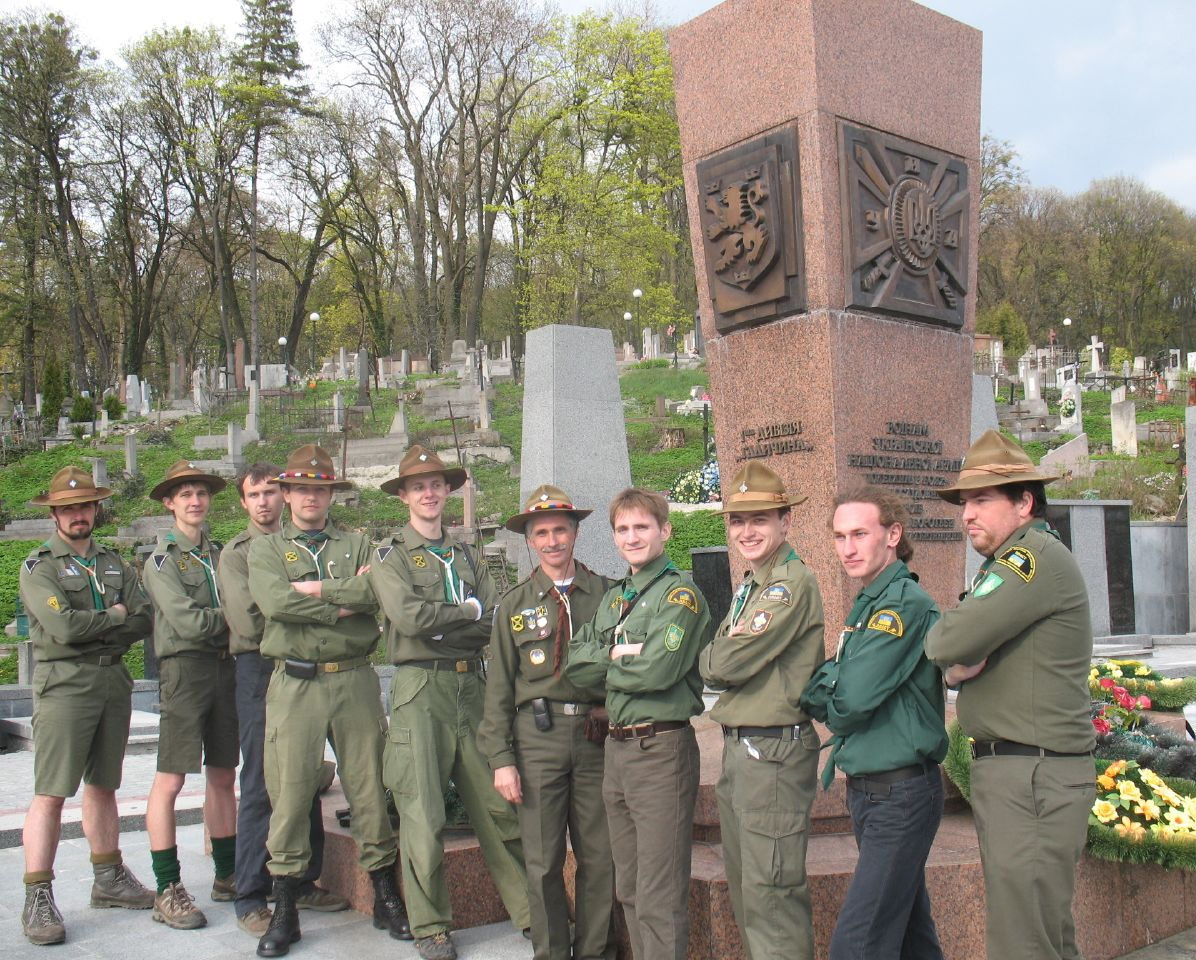
Члены движения «Пласт» у монумента солдатам дивизии СС «Галичина»

Стараниями национал-патриотических организаций Украины при содействии эмигрантского ветеранского движения на кладбище оборудован мемориал похороненным воинам Украинской национальной армии (№ 8 на плане), в том числе, солдатам дивизии «Галичина». В частности, на территории мемориала при особом попечении ветерана дивизии, общественного деятеля эмигрантского ветеранского движения и движения «Пласт» Юрия Ференцевича (который принимал самое активное участие в создании мемориалов воинам дивизии СС «Галичина» на горе Жбыр и у села Червоное), был установлен монумент воинам дивизии «Галичина».

## Марсово поле
С северной стороны между Лычаковским кладбищем и улицей Угловой находится мемориальное Марсово поле, созданное в 1974 году. Это воинский мемориал с погребениями 3800 советских воинов, которые погибли во время Великой Отечественной войны в боях с немецко-фашистскими оккупантами и до середины 1950-х годов — с отрядами Украинской повстанческой армии. На стене мемориала было написано: 
Посредине планеты
в громе туч грозовых
смотрят мёртвые в небо,
веря в мудрость живых
 Стихотворная надпись на стене мемориала в честь советских воинов была ликвидирована по указанию городских властей в 1990-х годах.

## Кладбище защитников Львова
Павшие в ходе Польско-украинской войны (1918—1919) в боях против подразделений Западно-Украинской народной республики, «Львовские орлята» (молодые польские добровольцы, в том числе, подростки), с оружием в руках принимавшие участие в боях за город, в том числе, занимавших позиции непосредственно на Лычаковском кладбище, где многие из них погибли, и другие защитники Польши (в том числе, воевавшие на польской стороне лётчики-добровольцы из США и военные советники французской миссии под командованием Шарля Де Голля) были похоронены на «Кладбище защитников Львова», составляющем часть Лычаковского кладбища.

## Горка повстанцев 1863 года
В задней части кладбища на отдельном участке № 38, обозначенном оригинальными стальными крестами, расположена «Горка повстанцев 1863 г.». Здесь похоронены участники польского восстания 1863 г., среди которых член польского Центрального национального комитета Бронислав Шварце, знаменитый зоолог Б. И. Дыбовский, хорунжий Витебской земли, покоящийся под центральным памятником повстанцам Шимон Визунас Шидло́вский и др.

## Галерея

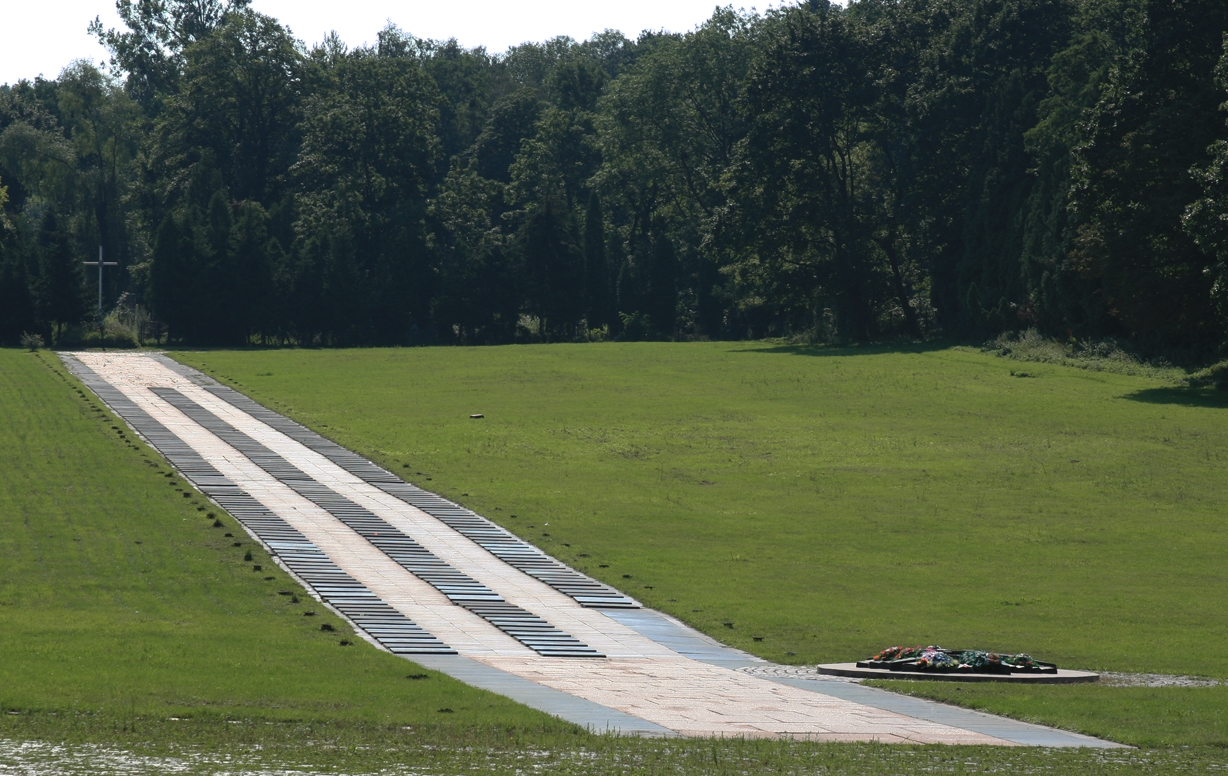
Марсово поле
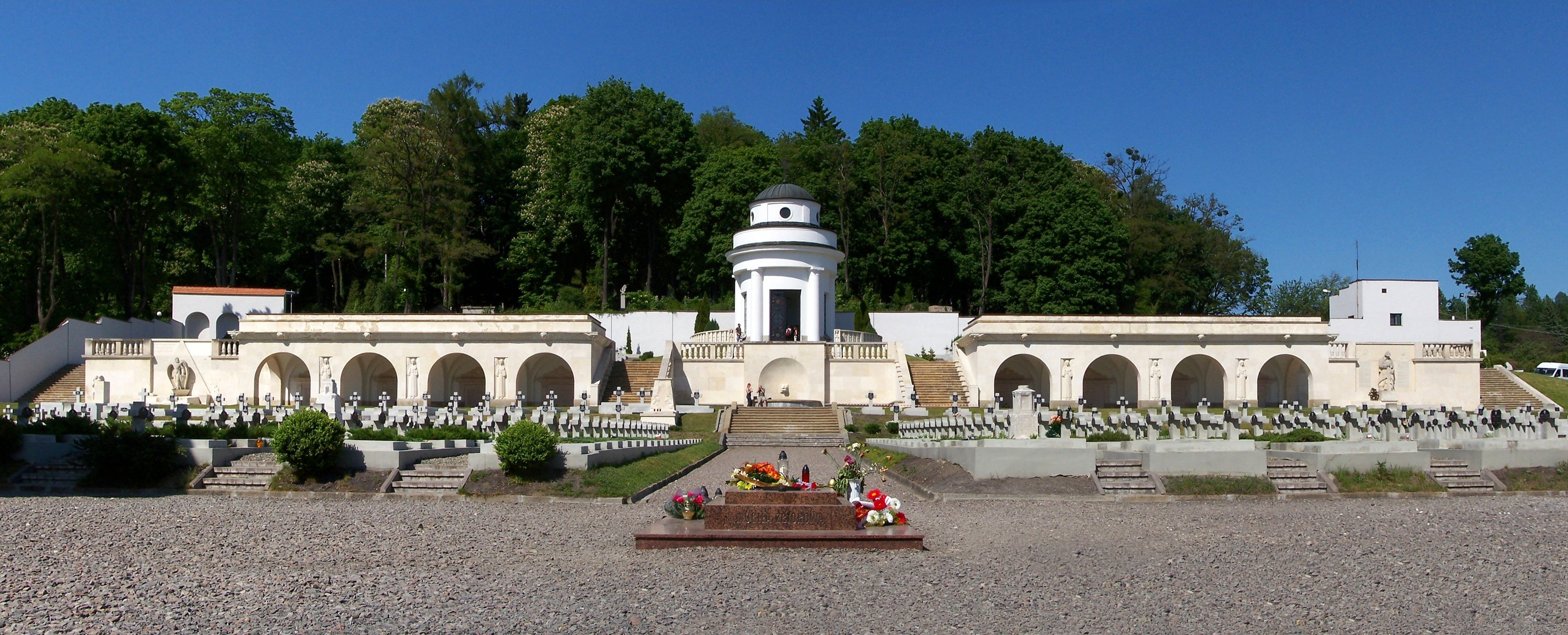
Восстановленное Кладбище львовских орлят
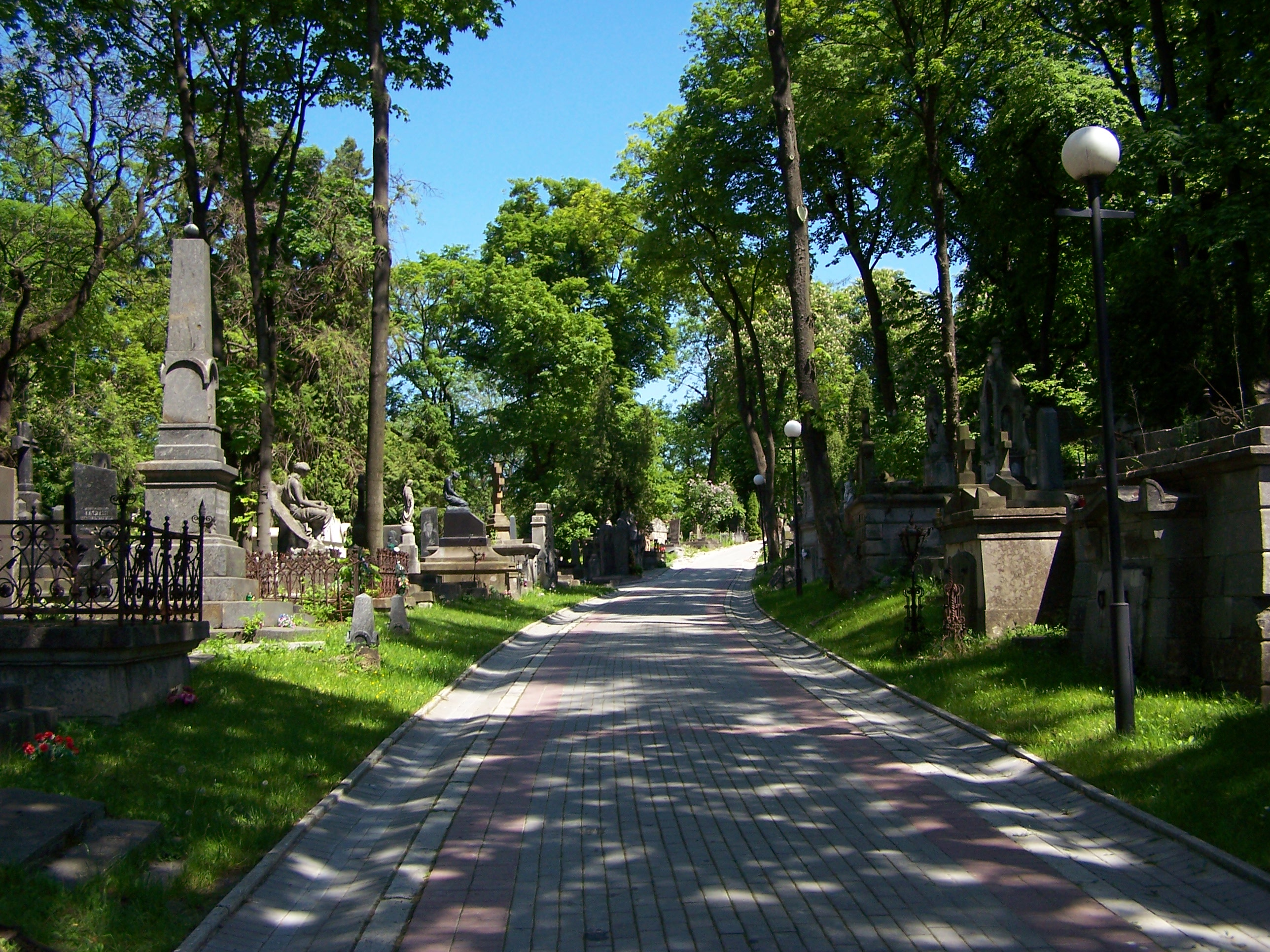
Одна из аллей

Надгробия
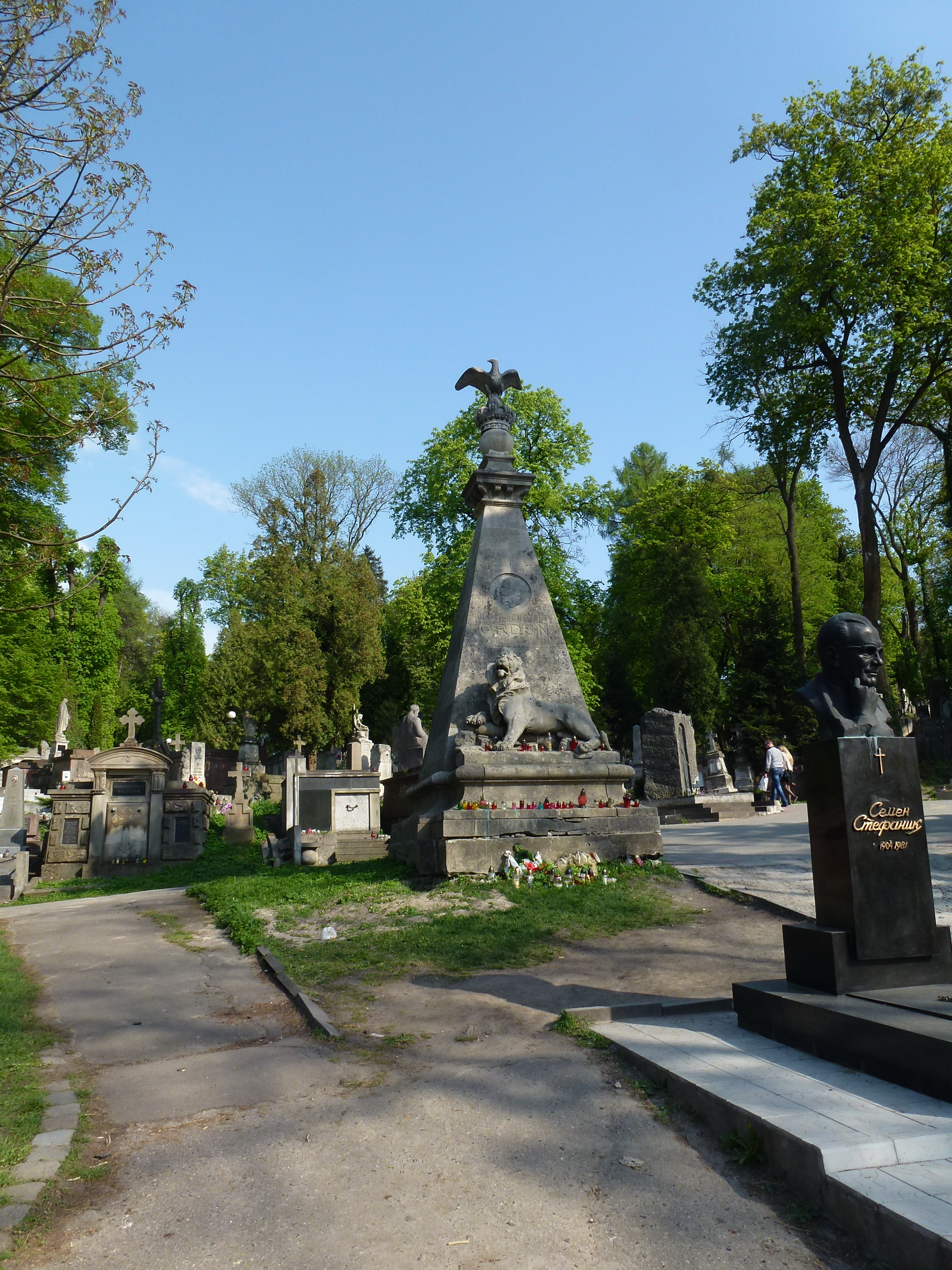
Надгробие Ю. К. Ордона
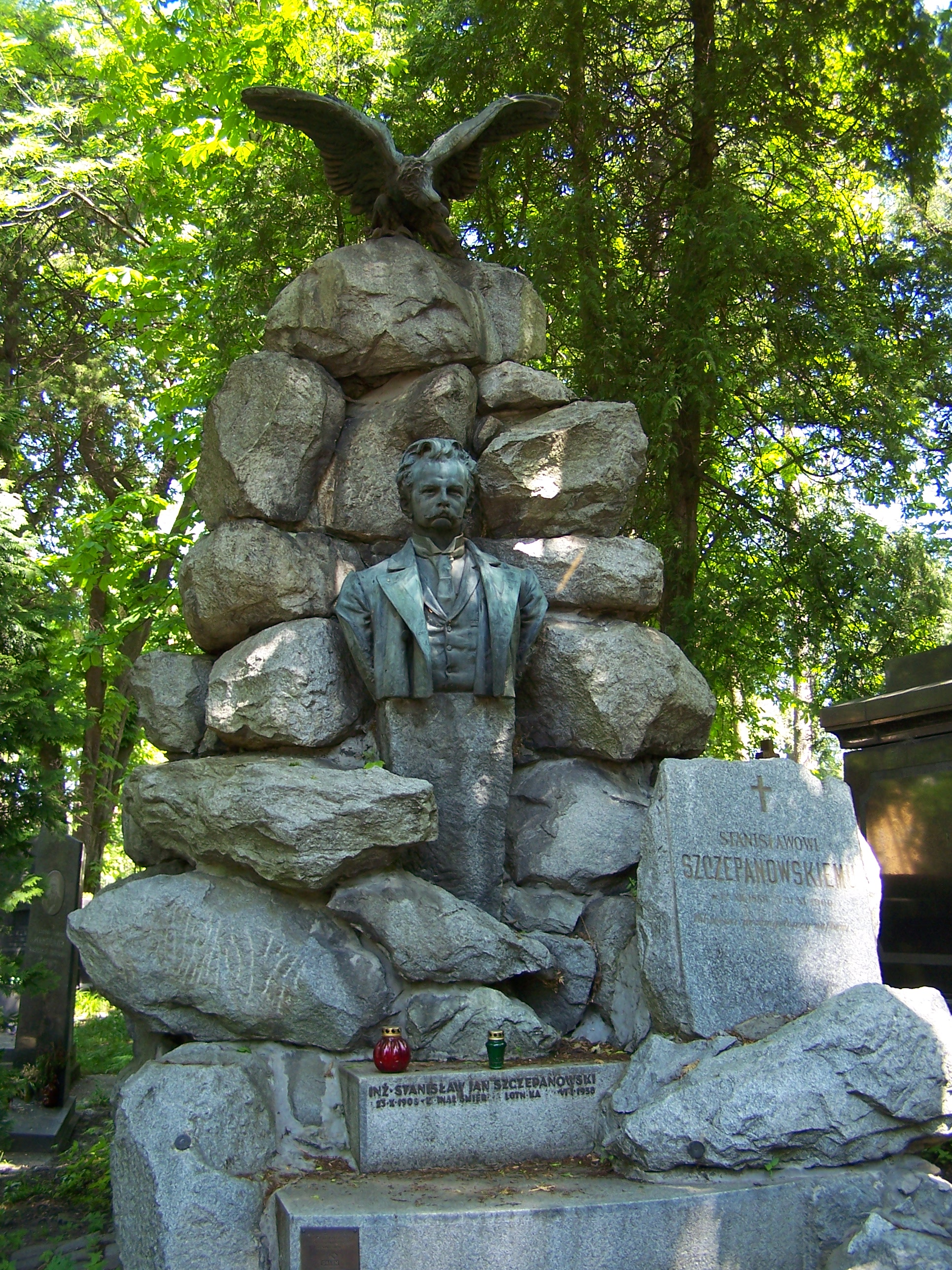
Надгробие Станислава Щепановского
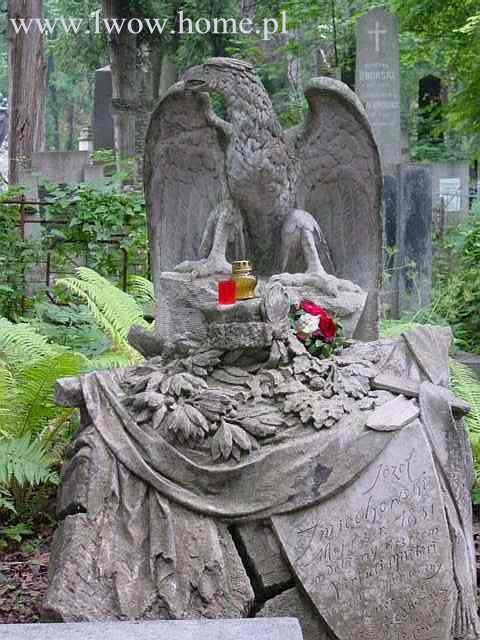
Надгробие генерала Йозефа Смеховского
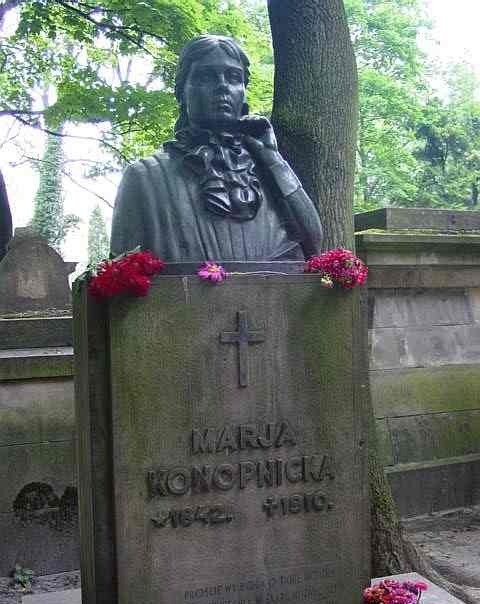
Надгробие Марии Конопницкой, скульптура Люны Дрекслер
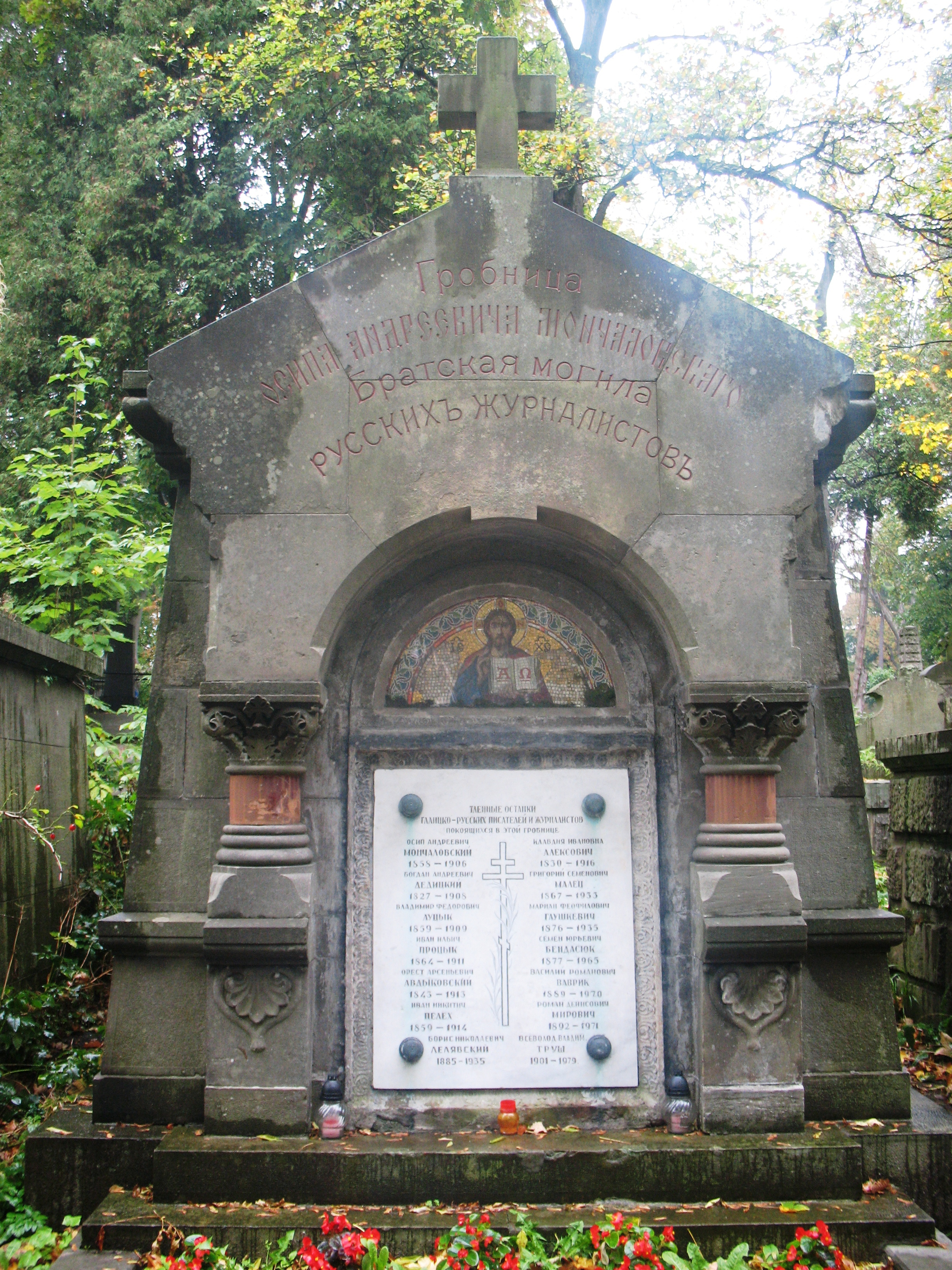
На Братской могиле русских журналистов
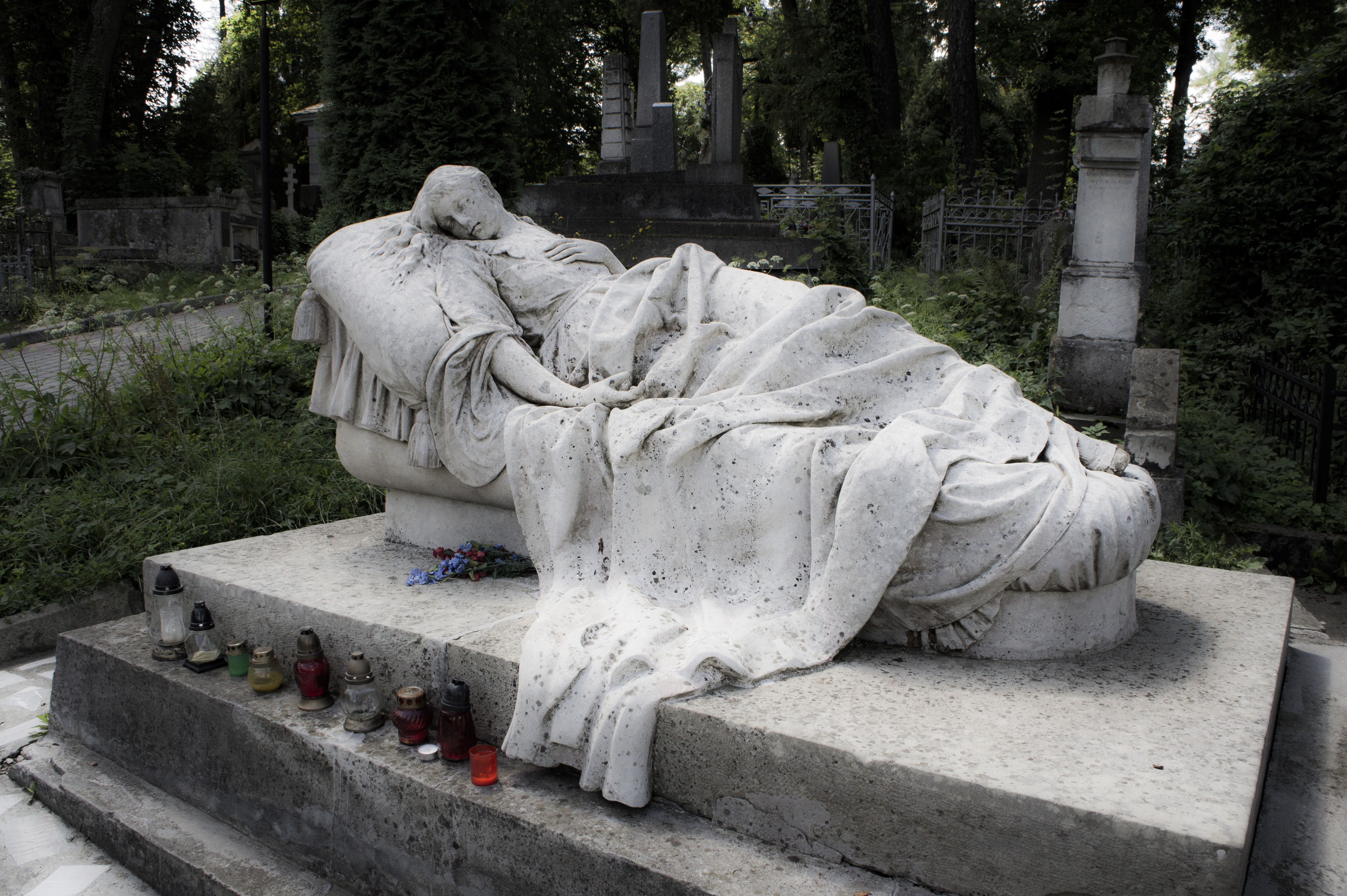
Надгробие Регины Марковской
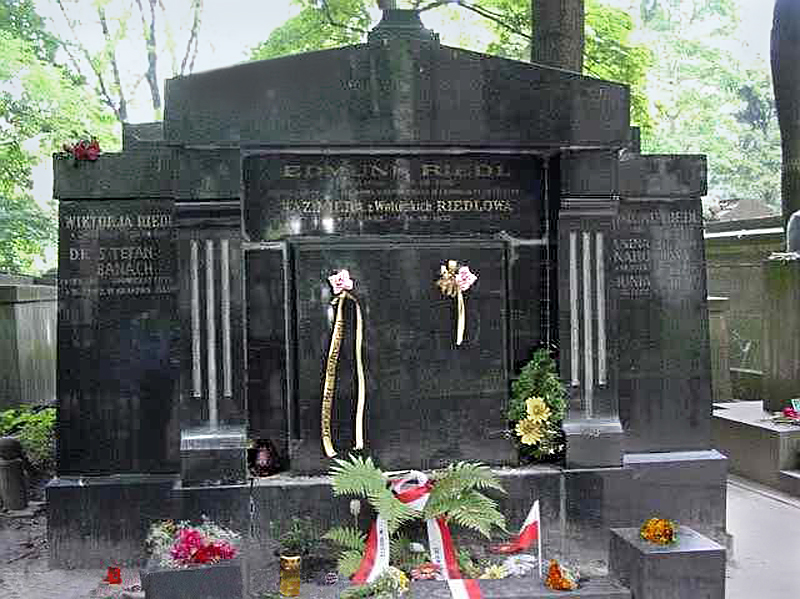
Надгробие Редловых — здесь покоится Стефан Банах
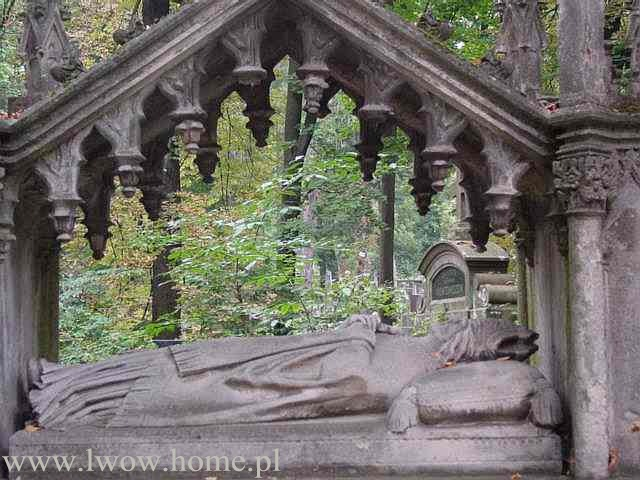
Надгробие архиепископа армянского Кирила Стефановича
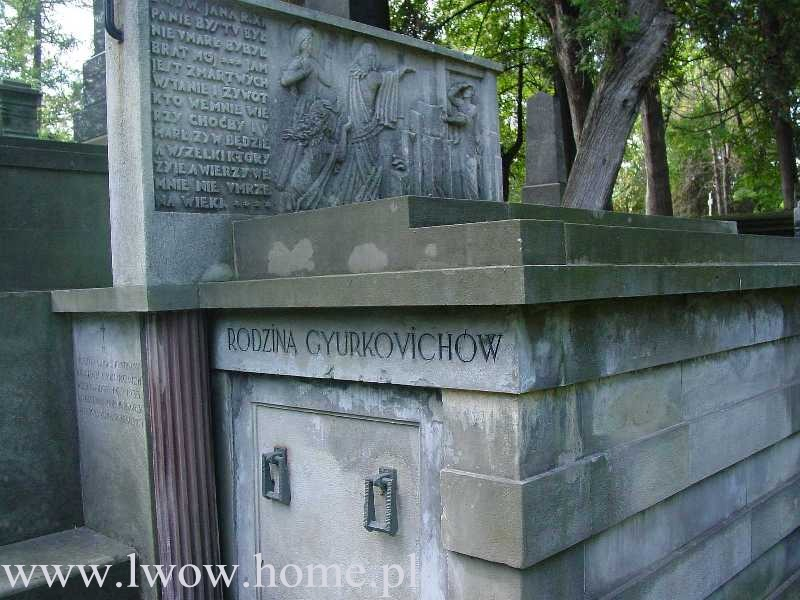
Надгробие семьи Гюркович
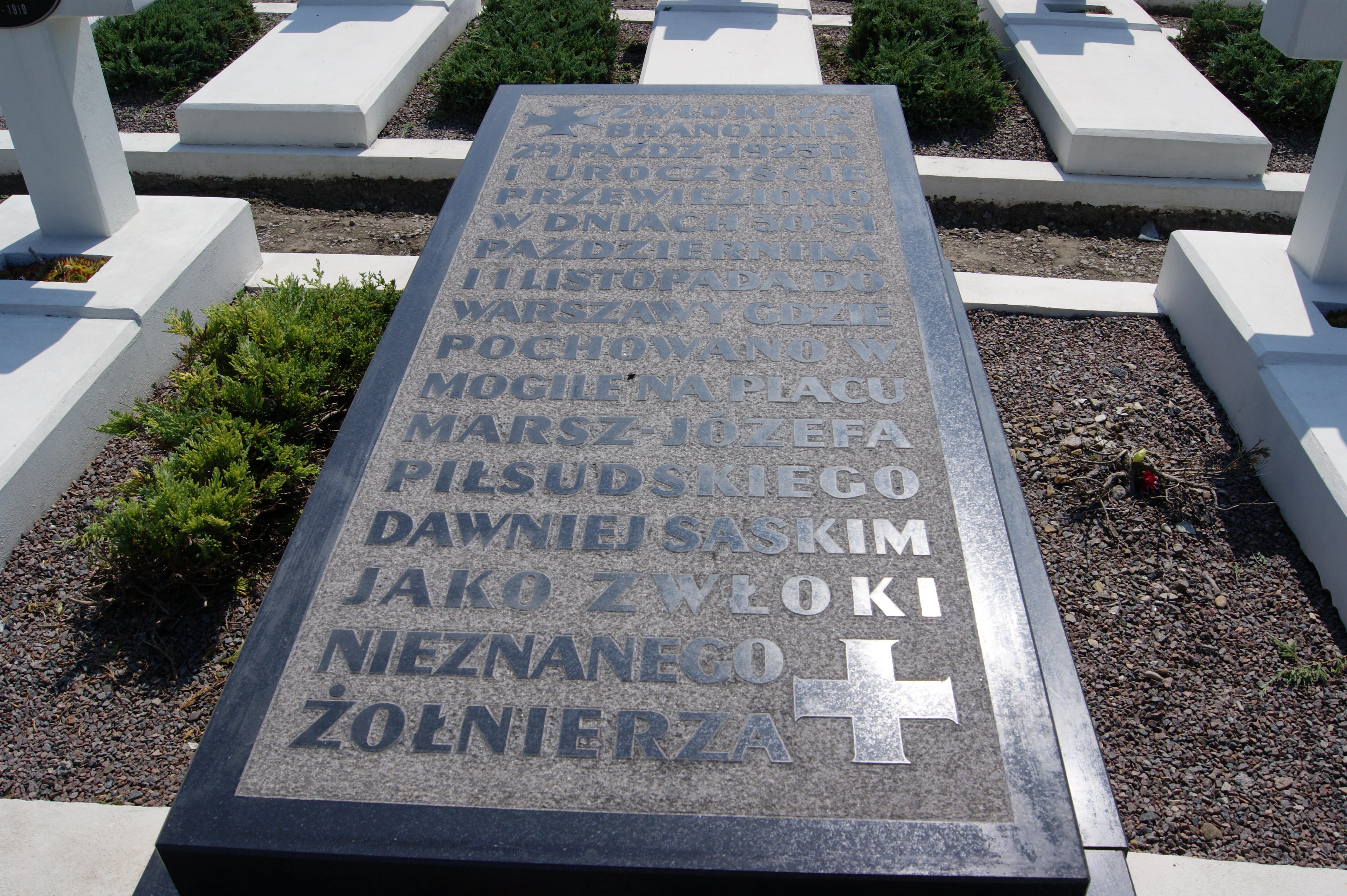
На Кладбище Львовских Орлят